# De Hersteller
De windmolen De Hersteller bij Sintjohannesga werd gebouwd in 1857. De molen is een achtkante grondzeiler. De functie was poldermolen.
Tekst op gedenksteen:
In 1857 werd ik hier gebouwd De jaren 1979 tot 1981 leidden tot mijn behoud De Hersteller 1e van de 6 molens die de St. Johannesgaster veenpolder tot 1931 bemaalde.
Het naast de molen gelegen elektrisch Gemaal De Grie heeft de functie van de molen overgenomen. De molen staat aan de noordzijde van de N924.

## Geschiedenis
Tijdens de ontvening zijn de Gietersen naar deze omgeving getrokken. Na de ontvening liepen de polders vol water die bij harde wind de bebouwing bedreigde. Voor de bemaling van de veenpolderboezem en droogmaking van De Groote Sint Johannesgasterveenpolder werden tussen 1857 en 1860 zes windmolens gebouwd. De Hersteller is alleen overgebleven. De bevolking redde de molen van de sloop.

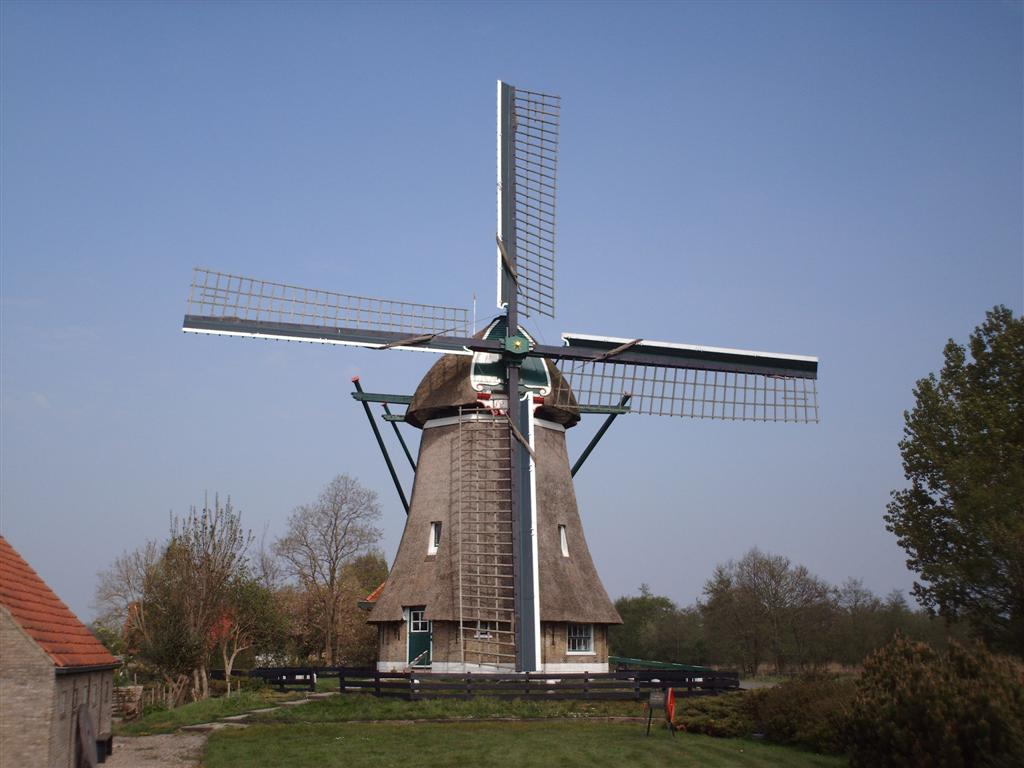
Molen
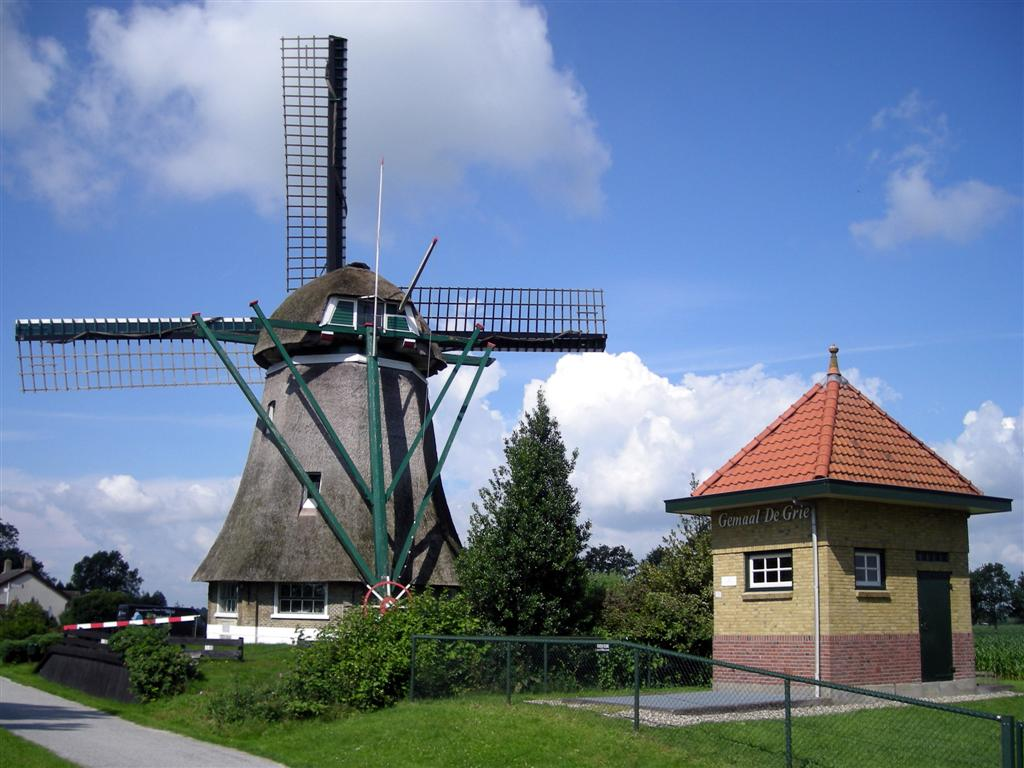
Molen en gemaal
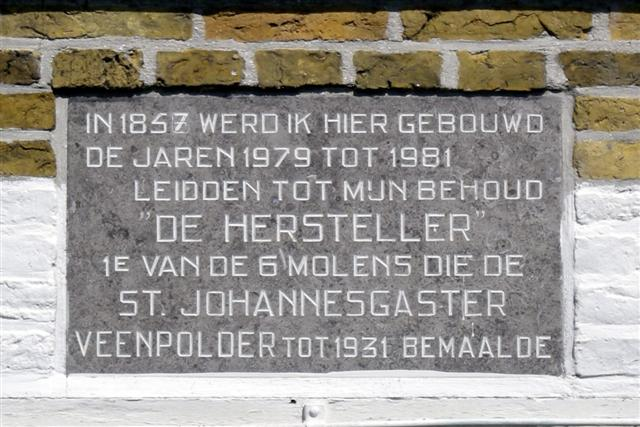
Gedenksteen